# Partit Unionista de l'Ulster
El Partit Unionista de l'Ulster (anglès Ulster Unionist Party, UUP), també conegut com a Partit Unionista Oficial o Partit Unionista, és un partit polític d'Irlanda del Nord, fundat el 1905, d'ideologia monàrquica partidari de mantenir Irlanda del Nord dins el Regne Unit, però amb autogovern propi. Va governar Irlanda del Nord de 1921 a 1972, i ha perdut suport a favor del Partit Unionista Democràtic, escissió més radical. El seu cap és sir Reg Empey. El 2008 anuncià públicament l'establiment de lligams amb el Partit Conservador, i així participar en el govern de Londres i presentar candidats conjunts al Stormont.

## Organització
De 1905 a 2004 estava organitzat al voltant del Consell Unionista de l'Ulster (UUC), única veu autoritzada dins l'unionisme. Des de 2004 és entitat de ple dret, tot i que l'UUC existeix i els lligams es mantenen. Es divideix en constituències, segons circumscripcions electorals, i en les organitzacions femenina i juvenil, Ulster Women Unionist Council i Ulster Young Ulster Council, fundat el 1949. Ha mantingut lligams amb Orde d'Orange fins al 2005 (tots els diputats n'han estat membres llevat Sylvia Hermon, Enoch Powell i Ken Maginnis) i amb els Apprentice Boys de Derry fins a 1975.

## Història

### Els orígens
El partit no es va constituir com a tal fins al 1905 quan es va fundar el Consell Unionista de l'Ulster (Ulster Unionist Council). A finals del segle xix hi havia un Partit Unionista Irlandès, però no sempre dominat pels unionistes de l'Ulster. Era aliat de conservadors i liberals unionistes, i el 1886 es va oposar a la Home Rule Bill proposada per William Gladstone. Aleshores va prendre el nom de Partit Conservador i Unionista. Manté lligams amb l'Orde d'Orange i protestants, que eren la meitat del consell. Tot i que geogràficament era centrat a l'Ulster, inicialment hi eren influents unionistes de Cork i Dublín. Però de l'Ulster en sorgia el lideratge, com sir Edward Carson, que va assolir el lideratge del partit el 1910.
Després de la Govern of Ireland Act de 1920, la majoria d'unionistes del sud reconegueren l'Estat Lliure d'Irlanda i van ocupar escons al Dáil Éireann i al Séanad, mentre que els del nord advocaren separatisme. De 1910 a 1921 el dirigí Carson, qui el 1912 animà la constitució dels Ulster Volunteers, va moure el seu escó a Westminster de Dublín a Belfast, i refusà ser primer ministre d'Irlanda del Nord o seure al parlament d'Irlanda del Nord. Deixà el lideratge aleshores a sir James Craig.

### L'era Stormont
Durant aquests anys el lideratge del partit el formaven terratinents (James Chichester-Clark), aristòcrates (Terence O'Neill) i magnats ennoblits (John Miller Andrews). Només Brian Faulkner era de classe mitjana.
Craig, va governar fins a la seva mort i fou enterrat amb la seva esposa a l'ala est del Parlament. John Miller, el seu successor, era més preocupat en fer-li una estàtua i mantenir els seus ministres octogenaris en els càrrecs que ajudar la població de Belfast víctima dels bombardejos alemanys, cosa que provocà una revolta el 1943 i hagué de dimitir. El succeí sir Basil Brooke, qui aprovà la Llei d'Educació de 1947 que feia que les escoles assistencials catòliques eren pagades per l'estat, i el 1953 es negà atreure del govern sir Clarence Graham, qui havia fet crides als catòlics a unir-se al partit. El 1963 va dimitir i deixà el càrrec a Terence O'Neill.
La campanya dels drets civils dels anys 1960 de Martin Luther King als EUA va encoratjar als joves nacionalistes irlandesos a reclamar la fi del sufragi censitari. O'Neill va fer alguns canvis però els unionistes es dividiren, i a les eleccions generals d'Irlanda del Nord de 1969 es presentaren dividits. Una d'aquestes plataformes donaria lloc al Partit Democràtic Unionista d'Ian Paisley. O’Neill va dimitir aleshores i deixà el càrrec a James Chichester-Clark. Aquest continuà amb les reformes, però després dels xocs entre republicans i els Apprentice Boys l'agost de 1969 a Derry, el 1971 marxà a Londres a demanar la intervenció de l'exèrcit per la mort de tres soldats per l'IRA; com li van dir que no va dimitir i fou substituït per Brian Faulkner, qui hagué de dimitir després del Bloody Sunday de 1972, quan fou destituït tot el govern i suspès l'autogovern. Aleshores es produïren dues escissions: els radicals de Paisley i els partidaris de les reformes d'O'Neill formaren el Partit de l'Aliança (abril de 1970).

### De 1972 a 1995
El juny de 1973 els unionistes eren majoritaris a les eleccions, però l'aprovació de l'Acord de Sunningdale va trencar definitivament el partit. A les eleccions generals d'Irlanda del Nord de 1973 vencé la coalició anti-Sunningdale. Faulkner abandonà el partit i fundà el Partit Unionista d'Irlanda del Nord (UPNI); Harry West fou nomenat cap del partit de 1974 a 1979. A les eleccions al Parlament del Regne Unit de febrer de 1974 participaren en la Coalició Unida Unionista de l'Ulster (UUUC), amb Vanguard i PDU, que va obtenir 11 dels 12 escons unionistes.
El 1974 es va afiliar a la Unió Nacional d'Associacions Conservadores i Unionistes i va seure amb els diputats conservadors fins al 1985, quan protestaren pel Tractat Anglo-Irlandès. Durant aquest temps reclutaren Enoch Powell, que serà diputat per South Down i advocà per la integració total de l'Ulster amb la resta de la Gran Bretanya. Això va dividir els unionistes, molts dels quals eren partidaris de l'autogovern. El Vanguard Party es va escindir en Partit Unionista Unit de l'Ulster (UUUP) i un sector que s'integrà al PUU. Durant mandat del nou cap James Molyneaux, aquest i l'UPNI acabarien integrant-se novament.

### 1995-2005
El 1995 fou escollit cap David Trimble, considerat ambigu pels nacionalistes irlandesos. El seu suport a l'Acord de Divendres Sant també provocà ruptures. Després de l'acord, fou nomenat primer ministre del nord d'Irlanda. El partit ha tingut un diputat al Stormont catòlic, sir John Gorman, fins a les eleccions de 2003. El març de 2005 l'Orde d'Orange votà per posar fi als seus lligams amb el PUU, que els manté també amb altres grups protestants. Trimble fou molt criticat per anar del braç amb la presidenta d'Irlanda Mary McAlesee a la catedral d'Omagh pel funeral de les víctimes de l'IRA Autèntic per l'atemptat d'Omagh.
A les eleccions al Parlament del Regne Unit de 2005 va treure mals resultats i va perdre 5 de sis diputats. Trimble dimití i fou substituït per Reg Empey. El maig de 2006 va intentar crear un nou grup parlamentari amb el Partit Unionista Progressista de David Ervine, considerat vitrina legal de l'Ulster Volunteer Force (UVF), malgrat l'oposició, entre d'altres, de l'únic diputat a Londres, Silvia Hermon (Grup Assembleari Partit Unionista de l'Ulster). A les eleccions generals d'Irlanda del Nord de 2007 va obtenir 18 escons, 9 menys que a les de 2003.

## Líders del partit
- Coronel Saunderson 1905–1906**
- Vescomte Long 1906–1910**
- Sir Edward Carson 1910–1921**
- Vescomte Craigavon 1921–1940
- John Miller Andrews 1940–1946
- Vescomte Brookeborough 1946–1963
- Capità Terence O'Neill 1963–1969
- Major James Chichester-Clark 1969–1971
- Brian Faulkner 1971–1974
- Harry West 1974–1979
- James Molyneaux 1979–1995
- David Trimble 1995–2005
- Sir Reg Empey 2005–present